# Šegestin
Šegestin je naselje u Republici Hrvatskoj, u sastavu Općine Dvor, Sisačko-moslavačka županija. 

## Stanovništvo
Prema popisu stanovništva iz 2001. godine, naselje je imalo 65 stanovnika te 31 obiteljskih kućanstava.
| broj stanovnika | 270   | 286   | 307   | 382   | 441   | 423   | 381   | 386   | 293   | 317   | 318   | 248   | 187   | 134   | 65    | 35    | 7     |
|                 | 1857. | 1869. | 1880. | 1890. | 1900. | 1910. | 1921. | 1931. | 1948. | 1953. | 1961. | 1971. | 1981. | 1991. | 2001. | 2011. | 2021. |

## Povijest
Kao većinski srpsko selo, Šegestin je tijekom Drugog svjetskog rata u Hrvatskoj bio vrlo jako ustaničko-partizansko uporište. Zbog toga se često nalazio na meti ustaških kaznenih ekspedicija, koje su u više navrata spaljivale selo i činile masovne zločine nad lokalnim civilnim stanovništvom.
Krajem siječnja 1942. godine ustaške snage pod zapovjedništvom pukovnika Narcisa Jeszenskog i potpomognute "divljim ustašama" iz pounjskih sela i Zrina napale su i zauzele Šegestin nakon kraće borbe s partizanima. U narednih nekoliko dana ustaše u Šegestinu ubijaju oko 273 civila – 87 žrtava (od čega 38 djece) bilo je iz samog Šegestina, dok su ostatak činile izbjeglice iz Draškovca te Donje i Gornje Oraovice.
Sredinom ožujka 1942. pripadnici OS NDH na putu prema Zrinu ponovno prolaze kroz Šegestin i pritom spaljuju seosku pravoslavnu crkvu.